# Tatsuya Uchida
Tatsuya Uchida (内田 達也 Uchida Tatsuya?, nacido el 8 de febrero de 1992 en Hyogo) es un futbolista japonés que se desempeña como centrocampista en el Thespakusatsu Gunma, de la segunda división de Japón

## Trayectoria

### Clubes
| Club                | País  | Año       |
| ------------------- | ----- | --------- |
| Gamba Osaka         | Japón | 2010-2016 |
| Gamba Osaka sub-23  | Japón | 2016      |
| Tokyo Verdy         | Japón | 2018-2020 |
| Thespakusatsu Gunma | Japón | 2020-     |

## Estadística de carrera

### J. League
| Club               | Año   | J. League | J. League | Copa J. League | Copa J. League | Total | Total |
| Club               | Año   | Part.     | Goles     | Part.          | Goles          | Part. | Goles |
| ------------------ | ----- | --------- | --------- | -------------- | -------------- | ----- | ----- |
| Gamba Osaka        | 2010  | 0         | 0         | 0              | 0              | 0     | 0     |
| Gamba Osaka        | 2011  | 5         | 0         | 0              | 0              | 5     | 0     |
| Gamba Osaka        | 2012  | 5         | 0         | 0              | 0              | 5     | 0     |
| Gamba Osaka        | 2013  | 33        | 1         | -              | -              | 33    | 1     |
| Gamba Osaka        | 2014  | 12        | 0         | 5              | 0              | 17    | 0     |
| Gamba Osaka        | 2015  | 0         | 0         | 0              | 0              | 0     | 0     |
| Gamba Osaka        | 2016  | 3         | 0         | 1              | 0              | 4     | 0     |
| Gamba Osaka sub-23 | 2016  | 14        | 1         | -              | -              | 14    | 1     |
| Tokyo Verdy        | 2017  | 41        | 2         | -              | -              | 41    | 2     |
| Total              | Total | 113       | 4         | 6              | 0              | 119   | 4     |